# Polnische Akademie der Wissenschaften

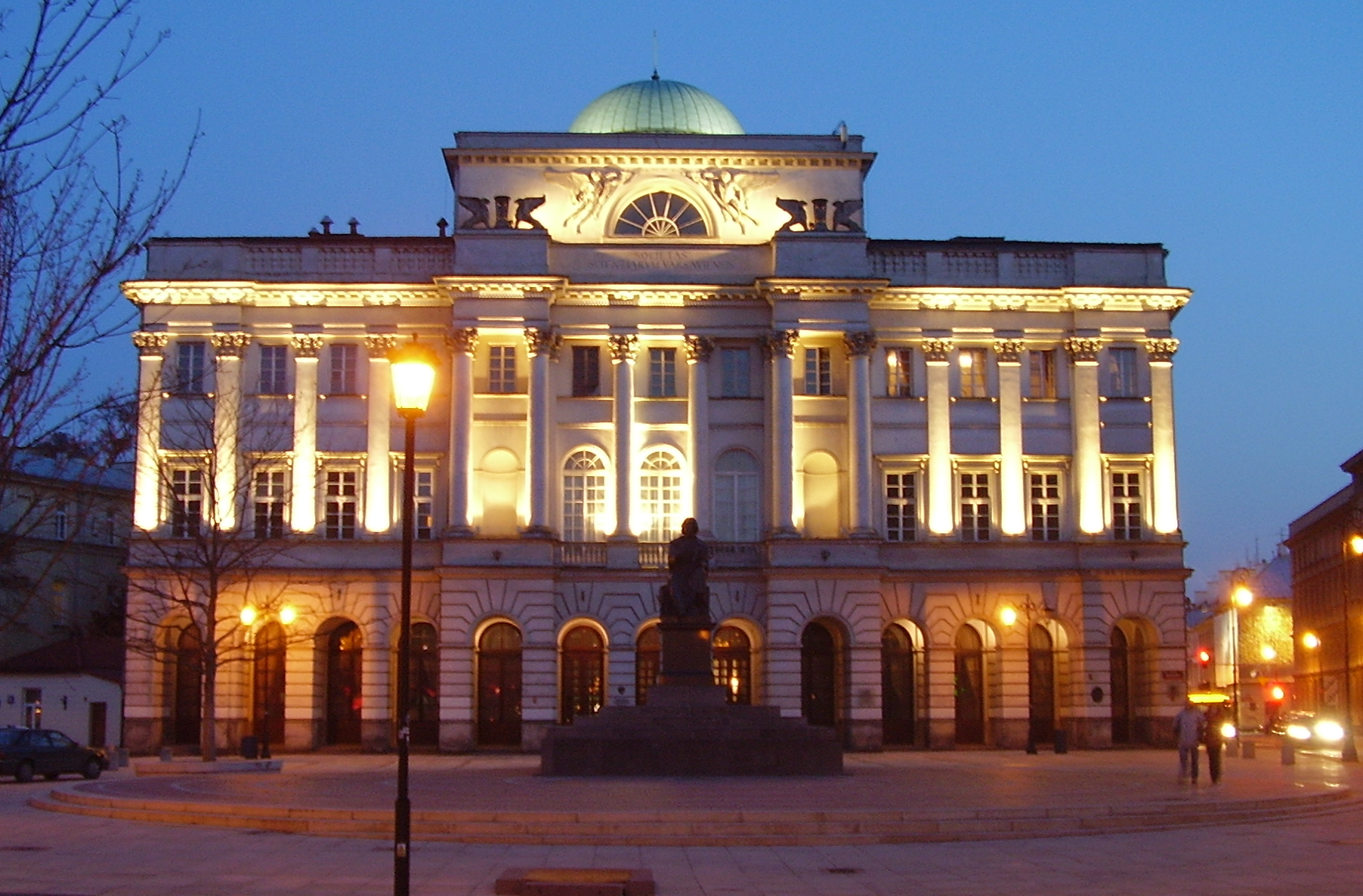
Hauptsitz der Polnischen Akademie der Wissenschaften im Staszic-Palast in Warschau

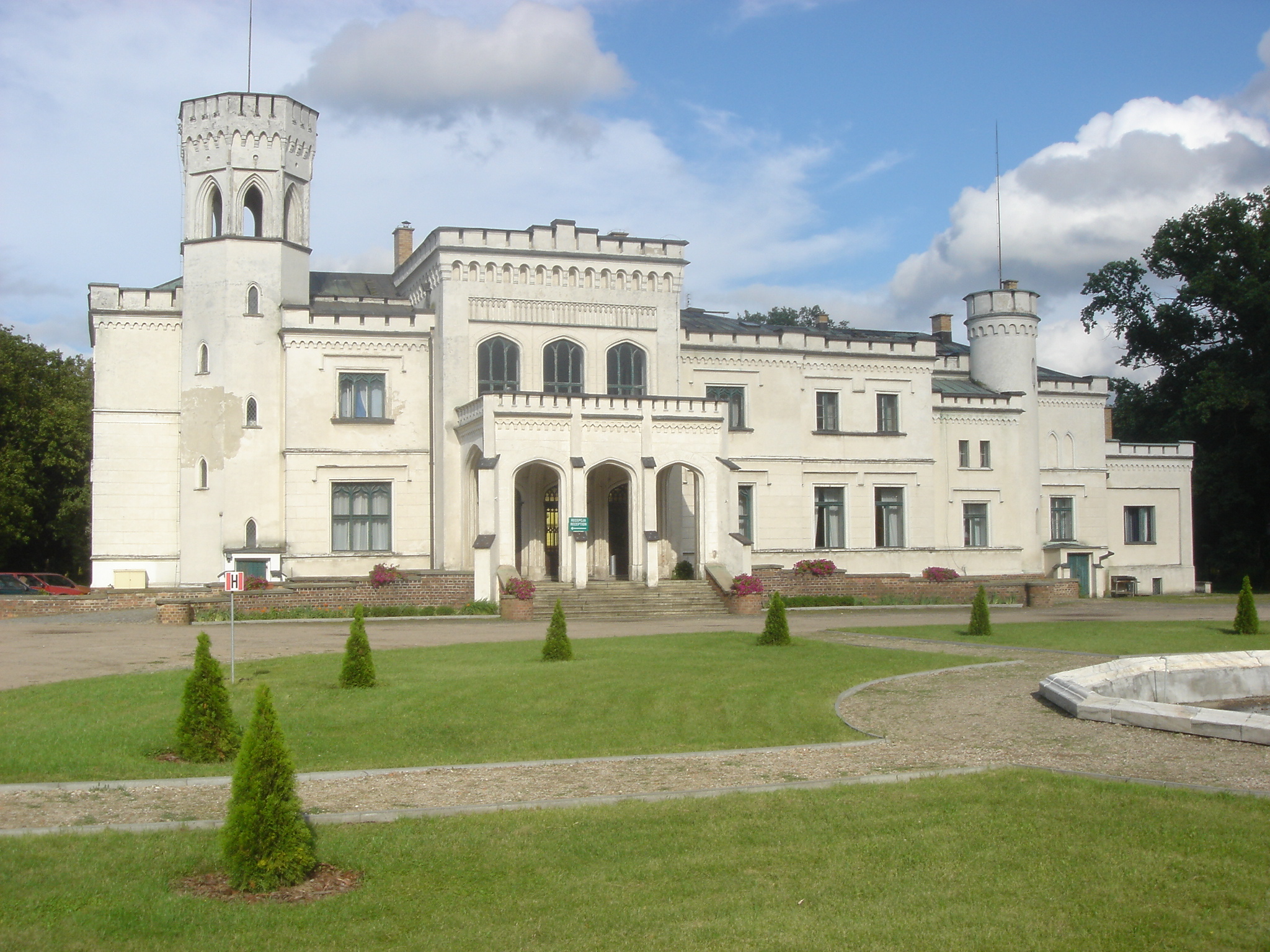
Konferenz-Zentrum des Mathematischen Institutes der Polnischen Akademie der Wissenschaften in Będlewo

Die Polnische Akademie der Wissenschaften (polnisch Polska Akademia Nauk, PAN) ist eine staatliche Wissenschaftseinrichtung. Sie ist zum einen eine Akademie der Wissenschaften (Vereinigung bedeutender Wissenschaftler Polens) und zum anderen ein Netzwerk gemeinsam verwalteter staatlicher Wissenschaftsinstitute, deren Ziel die Durchführung von Forschung auf möglichst hohem Niveau ist.

## Geschichte
Die PAN entstand im Jahr 1951 auf dem ersten Kongress der polnischen Wissenschaft unter Übernahme des sowjetischen (stalinistischen) Musters als Zusammenschluss der alten Polska Akademia Umiejętności (Polnische Akademie der Gelehrsamkeit, PAU) und der Towarzystwo Naukowe Warszawskie (Warschauer Wissenschaftsgesellschaft) als reine Wissenschaftlervereinigung. Im Jahr 1960 wurde sie in eine zentrale staatliche Institution umgewandelt, eine Funktion, die sie nach dem Systemwechsel 1990 wieder verlor. Die staatliche Wissenschaftskontrolle übernahm stattdessen das Komitet Badań Naukowych (Komitee für wissenschaftliche Forschungen).

## Struktur
Die Akademie hat höchstens 350 ordentlichen Mitglieder. Darüber hinaus gibt es auch korrespondierende Mitglieder. Die Mitgliedschaft wird auf Lebenszeit verliehen. Das Recht, korrespondierende Mitglieder vorzuschlagen, haben die ordentlichen Mitglieder sowie die Wissenschaftsräte der Hochschulen und der Mitgliedsinstitute der Akademie. Neue ordentliche Mitglieder werden bei Freiwerden von Plätzen durch die übrigen Mitglieder gewählt. Insgesamt sind etwa 30 % der Mitglieder ausländische Wissenschaftler. Alle Mitglieder zusammen bilden die Generalversammlung, die den Vorsitzenden, das Präsidium sowie die Leiter der verschiedenen Abteilungen und Komitees wählt.
Als Netz von Instituten verfügt die PAN über einige Dutzend solcher Einrichtungen aus allen Wissenschaftsgebieten. Die Finanzierung der Institute übernimmt direkt das Komitet Badań Naukowych. In den Instituten sind etwa 2.000 Wissenschaftler beschäftigt. Die Einrichtungen bieten keine Grundstudien für Studenten an, sondern lediglich Doktoranden- und Habilitandenstudiengänge.
Die zentralen Einrichtungen der PAN wie die Kanzlei oder das Archiv befinden sich in Warschau. Darüber hinaus gibt es regionale Abteilungen in Krakau, Danzig, Lublin, Kattowitz, Breslau, Łódź und Posen.
Es existieren sieben übergeordnete Fachbereiche:
- Wydział Nauk Społecznych (Gesellschaftswissenschaften)
- Wydział Nauk Biologicznych (Biologische Wissenschaften)
- Wydział Nauk Matematycznych, Fizycznych i Chemicznych (Mathematische, Physikalische und Chemische Wissenschaften)
- Wydział Nauk Techniczych (Technische Wissenschaften)
- Wydział Nauk Rolniczych, Leśnych i Weterynaryjnych (Agrar-, Forst- und Veterinärwissenschaften)
- Wydział Nauk Medycznych (Medizinische Wissenschaften)
- Wydział Nauk o Ziemi i Nauk Górniczych (Geo- und Montanwissenschaften)

Dem Institut für Meereskunde in Sopot steht die Oceania als Forschungsschiff zur Verfügung.
Für herausragende wissenschaftliche Schriften werden Autoren von den Fachbereichen mit der Auszeichnung „Buch des Jahres“ besonders hervorgehoben.
Zur Akademie gehören auch das Zentrum für Historische Forschung Berlin und das Wissenschaftliche Zentrum der Polnischen Akademie der Wissenschaften in Wien.
Neuer Präsident für die Amtsperiode 2023 bis 2026 ist der Biologe Marek Konarzewski. Er wurde am 21. Oktober 2022 von der Generalversammlung als Nachfolger von Jerzy Duszynski gewählt.